# Biskupice Śląskie Wąskotorowe
Biskupice Śląskie Wąskotorowe – dawna wąskotorowa towarowa stacja kolejowa w Zabrzu, w województwie śląskim, w Polsce. Stacja była zlokalizowana w kilometrze 5,4 linii Bytom Karb Wąskotorowy – Markowice Raciborskie Wąskotorowe. Została otwarta w 1878 roku przez OSE, zamknięta w 1996 roku i zlikwidowana w 1999 roku.